# Jorge Piñeyrúa
Jorge Carlos Piñeyrúa (Montevideo, 6 de febrero de 1975) es un comunicador, empresario y presentador de radio, y televisión. En radio condujo “Segunda Pelota” en Océano FM y actualmente conduce "La Mesa de los Galanes" en Del Sol, mientras que en televisión condujo “Cerrá y vamos” (Señal 1 y luego Canal 10), “Yo y tres más” (Canal 10), “Bendita TV”, (Canal 10), “Pasapalabra” (Canal 10), "Polémica en el bar" (Canal 10) y “Salven el millón” (Canal 10). En teatro, encabezó junto a Iñaki Abadie, Diego González y Gaspar Valverde el show de stand up "Yo y tres más". Actualmente se desempeña como uno de los gerentes de la radio Del Sol y uno de los directores de la productora de contenidos audiovisuales “La Guitarrita”, y se destaca como uno de los principales broadcaster de Uruguay.

## Biografía
Es hijo de Rosario de León y del periodista deportivo Ricardo "El profe" Piñeyrúa. Su hermana menor es la comunicadora Verónica Piñeyrúa apodada "La Naherma"
Durante la dictadura cívico-militar uruguaya, Ricardo Piñeyrúa y su familia se exiliaron en Argentina, que era gobernada por una dictadura. Jorge Piñeyrúa estudió en la escuela Pizzorno en Argentina y Grecia en Montevideo. Luego estudió en el Liceo Suárez y en el Liceo N.º 28. Completó dos años en el Instituto Superior de Educación Física.
Durante su juventud, Piñeyrúa vivió junto a amigos, entre ellos el periodista deportivo Gonzalo Delgado más conocido como "La voz del Uruguay".

## Ámbito mediático
Comenzó su carrera mediática en 1996, en Fútbol y compañía, programa dirigido por su padre, Ricardo Piñeyrúa, en la radio Nuevo Tiempo. Cuando el programa pasó a radio El Espectador, y cambió su nombre a 13a0, Jorge Piñeyrúa continuó su participación durante ocho años, destacándose cubriendo los vestuarios del Club Nacional de Fútbol. En El Espectador también condujo Correo de Voz.
Condujo el programa Segunda pelota en Océano FM y a partir de 2017 conduce La Mesa de los Galanes en Del Sol.
En televisión, comenzó su carrera en Informativo Universitario, pero el primer programa de alcance masivo que condujo fue Cuarto Cuarto, junto a Fernando Tetes en TVC. Luego Cerrá y vamos, que comenzó en Señal 1 y luego en Canal 10, canal donde luego desarrollaría la mayor parte de su carrera televisiva. Cerrá y vamos contó con la participación de Piñeyrúa, Joel Rosenberg, Gonzalo Delgado y Diego Muñoz.
En Canal 10 estuvo al frente de Bendita TV, un programa de archivo y análisis con humor que comenzó en 2006 junto a Gustavo Escanlar. En 2008, Escanlar dejó el programa y Claudia Fernández se incorporó a la conducción.
Piñeyrúa condujo junto a Iñaki Abadie, Diego González y Gaspar Valverde el programa Yo y tres más en Canal 10. El programa contaba con humor, invitados especiales y secciones que perduraron luego de que finalizara el ciclo de Yo y tres más, convirtiéndose en programas propios en el mismo canal: Delivery solidario, conducido por Iñaki Abadie, y Salven el millón, programa de juegos conducido por Piñeyrúa.
En 2010, Piñeyrúa recibió el Premio Iris de Oro por su trayectoria televisiva.
También tiene una trayectoria como empresario de medios uruguayos. Dirige junto a Iñaki Abadie la productora Audiovisual "La Guitarrita", y junto a Abadie también gerencia la radio Del Sol, donde es el conductor junto con Pablo Fabregat, Rafael Cotelo y  Mariano López de uno de los programas radiales más escuchados, La Mesa de los Galanes.[cita requerida]
En 2017, el programa de Canal 10, Bendita TV, bajo su conducción y la de Claudia Fernández, culminó tras 9 temporadas.
En el mes de septiembre de 2018 deja de ser la cara y el comunicador de la marca uruguaya Creditel, estando más de 5 años en ella. Fue reemplazado por Rafael Villanueva.
Desde 2019, Piñeyrúa conduce la versión uruguaya del programa de entretenimientos  Pasapalabra por Canal 10 de formato semanal o diario y una versión uruguaya del formato argentino Polémica en el bar hasta 2023.
A partir del 25 de junio de 2021 hasta el 25 de junio de 2023, asumió la presidencia de la rama de baloncesto del Defensor Sporting Club.